# 門馬直美
門馬 直美（もんま なおみ、男性、1924年10月6日 - 2001年9月6日）は、日本の音楽評論家、洗足学園大学名誉教授。
音楽評論家・門馬直衛の次男として東京に生まれる。旧制東京府立第九中学校、旧制第二高等学校、東京帝国大学理学部数学科卒業。洗足学園大学音楽学部教授。1995年、定年、名誉教授。

## 出演番組
- 夕べのステレオ（NHK-FM）
- ステレオホームコンサート（NHK-FM）
- 音楽のすべて（NHK-FM）

## 著書
- 『音楽の理論』音楽之友社、1955
  - 文庫版：『音楽の理論』講談社〈講談社学術文庫〉、2019年。ISBN 978-4-06-516689-5。
- 『ブラームス』弘文堂、1955 アテネ文庫 音楽鑑賞手帖
- 『ブラームス　大音楽家 人と作品』音楽之友社、1965
- 『西洋音楽史概説』春秋社、1976
- 『管弦楽協奏曲名曲名盤100』音楽之友社、1980
- 『ザ・ベートーヴェン』春秋社、1987
  - 文庫版：『ベートーヴェン 巨匠への道』講談社〈講談社学術文庫〉、2020年。ISBN 978-4-06-520663-8。
- 『ブラームス』春秋社、1999
- 『ブルックナー』春秋社、1999
- 『シューマン』春秋社、2003

## 共編
- 『世界民謡全集 第10 (中欧篇 第1)』門馬直衛共編　音楽之友社、1966
- 『現代教科教育学大系 6　感性と芸術』林健造共編著　第一法規出版、1974
- 『カラヤン ベルリンフィルとともに』編　ティビーエス・ブリタニカ、1981

## 翻訳
- アレクサンダー・ジョン・エリス『諸民族の音階 比較音楽論』音楽之友社、1951 音楽文庫
- ヴィルヘルム・フルトヴェングラー『音楽を語る』創元社、1952
  - 『音楽を語る』東京創元社、1976／河出文庫、2011
- アドルフ・ベルンハルト・マルクス『ベートーヴェンのピアノ音楽 その解釈と演奏』音楽之友社、1952
- ヨアヒム・カイザー『ベートーヴェン32のソナタと演奏家たち』鈴木威共訳 春秋社、1985
- ゲオルク・シューネマン『ピアノ音楽史』石多正男共訳 春秋社、1988

## 参考
- 『シューマン』著者紹介
- 『文藝年鑑2002』